# Persifor Frazer Smith
Persifor Frazer Smith (16 de novembro de 1798 - 17 de maio de 1858) foi um oficial do Exército durante a Guerras Seminoles e a Guerra Mexicano-Americana, bem como um dos últimos governadores da Califórnia antes de se tornar um Estado.